# انجل اولسن
انجلینا مری کارول (به انگلیسی: Angelina Marie Carroll؛ زادهٔ ۲۲ ژانویهٔ ۱۹۸۷) با نام هنری انجل اولسن (به انگلیسی: Angel Olsen) خواننده-ترانه‌پرداز اهل سنت لوئیس، میزوری است که ساکن اشویل، کارولینای شمالی می‌باشد.

## ترانه‌شناسی
آلبوم‌های استودیویی
- Half Way Home (2012)
- Burn Your Fire for No Witness (2014)
- My Woman (2016)
- All Mirrors (2019)
- Whole New Mess (2020)
- Big Time (2022)

## نامزدی و جوایز
| سال  | مراسم           | بخش                           | نامزدشده                                  | نتایج     | Ref.   |
| ---- | --------------- | ----------------------------- | ----------------------------------------- | --------- | ------ |
| ۲۰۱۴ | Libera Awards   | هنرمند موفق سال               | Burn Your Fire for No Witness             | برنده     | [ ۱۱ ] |
| ۲۰۱۶ | دیلی کالیفورنین | بهترین آهنگ غیر بیلبوردی      | “Shut Up Kiss Me”                         | نامزدشده  | [ ۱۲ ] |
| ۲۰۱۷ | Libera Awards   | آلبوم سال                     | My Woman                                  | برنده     | [ ۱۳ ] |
| ۲۰۱۷ | Libera Awards   | بهترین اجرای زنده             | Herself                                   | نامزدشده  | [ ۱۴ ] |
| ۲۰۱۷ | Libera Awards   | ویدئوی سال                    | “Shut Up Kiss Me”                         | نامزدشده  | [ ۱۴ ] |
| ۲۰۱۷ | Libera Awards   | ویدیوی سال (براساس نظرسنجی)   | “Shut Up Kiss Me”                         | نامزدشده  | [ ۱۴ ] |
| ۲۰۱۷ | AIM Awards      | پدیده مستقل سال               | Herself                                   | نامزدشده  | [ ۱۵ ] |
| ۲۰۲۰ | Libera Awards   | بهترین آلبوم سال              | All Mirrors                               | نامزدشده  | [ ۱۶ ] |
| ۲۰۲۰ | Libera Awards   | بهترین آلبوم آلترنتیو راک سال | All Mirrors                               | نامزدشده  | [ ۱۶ ] |
| ۲۰۲۱ | Libera Awards   | بهترین آلبوم فولک سال         | Whole New Mess                            | نامزدشده  | [ ۱۷ ] |
| ۲۰۲۲ | Libera Awards   | ویدئوی سال                    | "Like I Used To" (با همراهی شارون ون اتن) | در انتظار | [ ۱۸ ] |